# Sainte Anne (wyspa)
Wyspa Sainte Anne jest największą (2.27 km²)  z ośmiu wysp należących do Morskiego Parku Narodowego Sainte Anne. Wyspy te są częścią dystryktu Mont Fleuri na Seszelach. Znajduje się 4 km od wschodniego wybrzeża Mahé i porośnięta jest bujną, tropikalną roślinnością. Najwyższy szczyt stanowi Sainte Anne o wysokości 246 m n.p.m.
Francuski podróżnik Lazare Picault odkrył wyspę w 1742 r., w dniu Świętej Anny, a pierwsza francuska osada na Seszelach powstała tutaj w 1770 r. Na początku XX wieku kompania wielorybnicza St. Abbs przez krótki okres utrzymywała na wyspie swoją stację, której ruiny wciąż można znaleźć.
W 2002 roku  otworzono hotel Beachcomber Resort & Spa z 87 luksusowymi willami.
W 2019 wyspa została w przejęta przez międzynarodową sieć hoteli premium all inclusive Club Med. Infrastruktura została odnowiona z poszanowaniem zasad zrównoważonej turystyki i lokalnej przyrody min. plaż na których wylęgają się żółwie.
Mała wioska Sainte Anne znajduje się obok hotelu, stanowiąc jego zaplecze. Mieszczą się tu również kwatery strażników parku oraz sklep nurkowy. Niektórzy pracownicy hotelu mieszkają w wiosce, która liczy 40 osób; pozostali pracownicy dopływają codziennie Victorii.

## Turystyka
Obecnie wyspa służy jedynie jako atrakcja turystyczna. Znajduje się na niej 6 dużych plaż:
- Grande Anse, położona na południowym zachodzie, gdzie obecnie powstał nowy hotel Club Med.
- Anse Royale, miejsce w którym żółwie morskie składają jaja od końcówki listopada do lutego.
- Anse Tortues.
- Anse Cimitiere
- Anse Manon (dostępną tylko pieszo).
- Anse Cabot

## Galeria obrazów

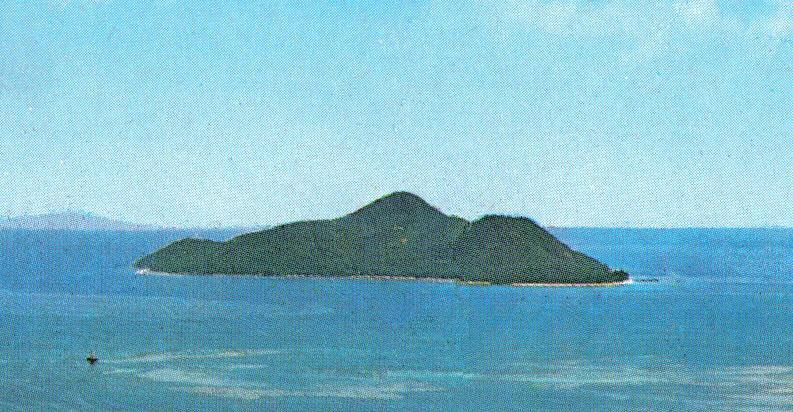
Wyspa Sainte Anne widziana z wyspy Mahé
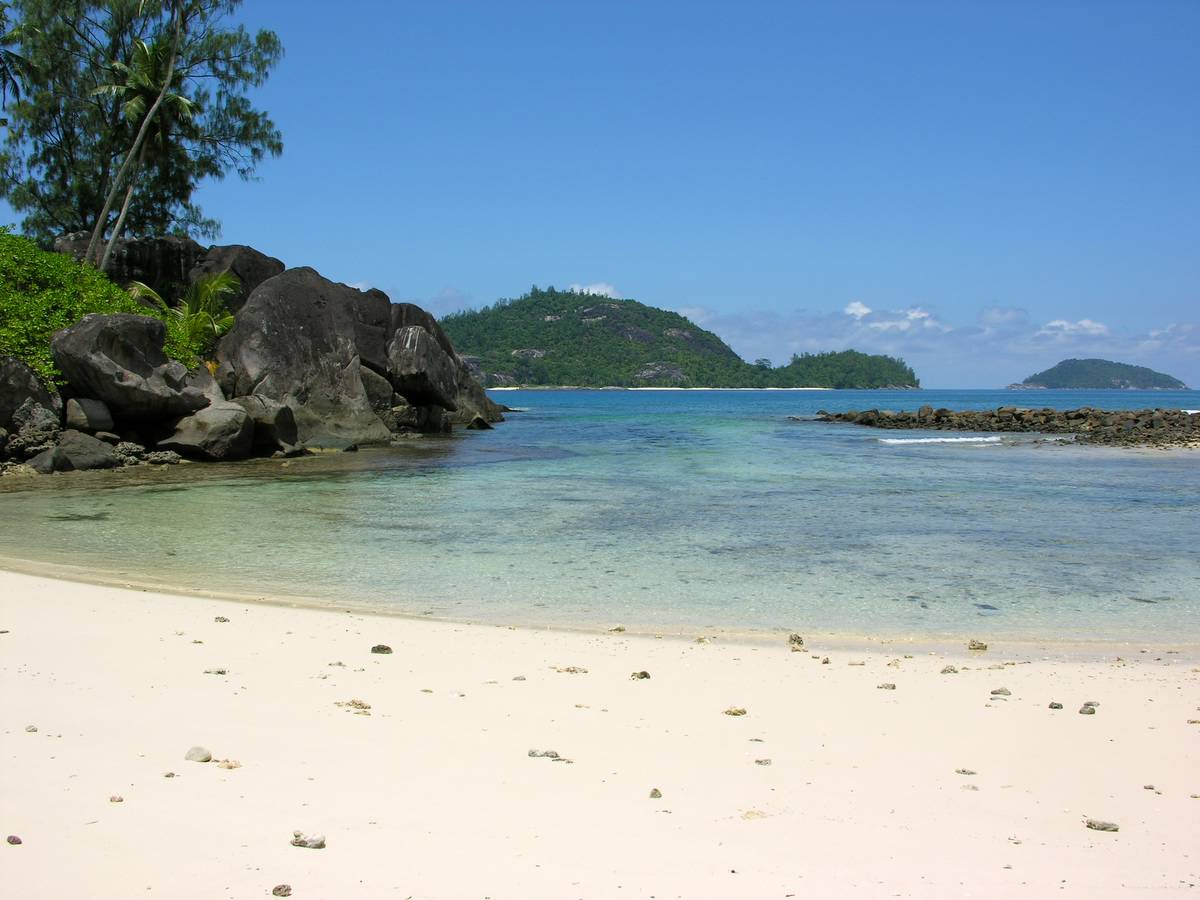
Wyspa widziana z plaży Mahe
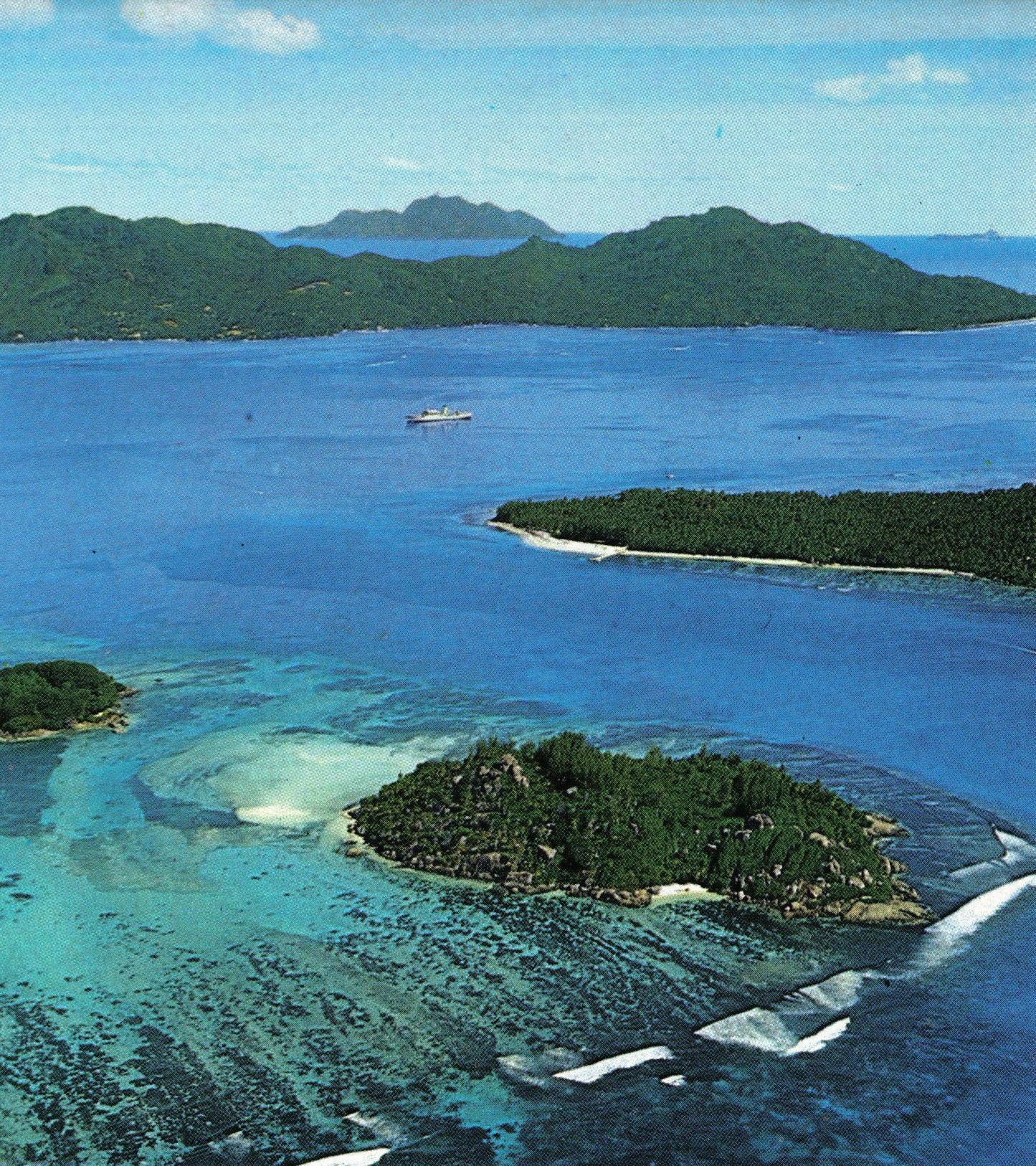
Seszele widok z lotu ptaka